# Sayaka Sasaki
Pour les articles homonymes, voir Sasaki.
Sayaka Sasaki (佐々木 さやか, Sasaki Sayaka), née le 18 janvier 1981, est une femme politique japonaise, représentant la préfecture de Kanagawa à la Chambre des conseillers du Japon pour le Kōmeitō. 
Elle entre pour la première fois au gouvernement Abe IV en 2019, au poste de secrétaire parlementaire chargée de l'éducation, de la culture, des sports, de la science et de la technologie.

## Jeunesse, études et carrière pré-électorale
Sasaki naît le 18 janvier 1981 à Hachinohe, dans la préfecture d'Aomori. Ses parents étant membres de Sōka gakkai, elle effectue ses études supérieures à l'université Sōka, où elle se spécialise en droit,. Afin de parfaire sa maîtrise de l'anglais, elle étudie un semestre à l'université Carleton, au Canada.
Sasaki passe le barreau en 2007, et devient avocate la même année. Elle se spécialise dans les divorces et les héritages. 

## Carrière électorale

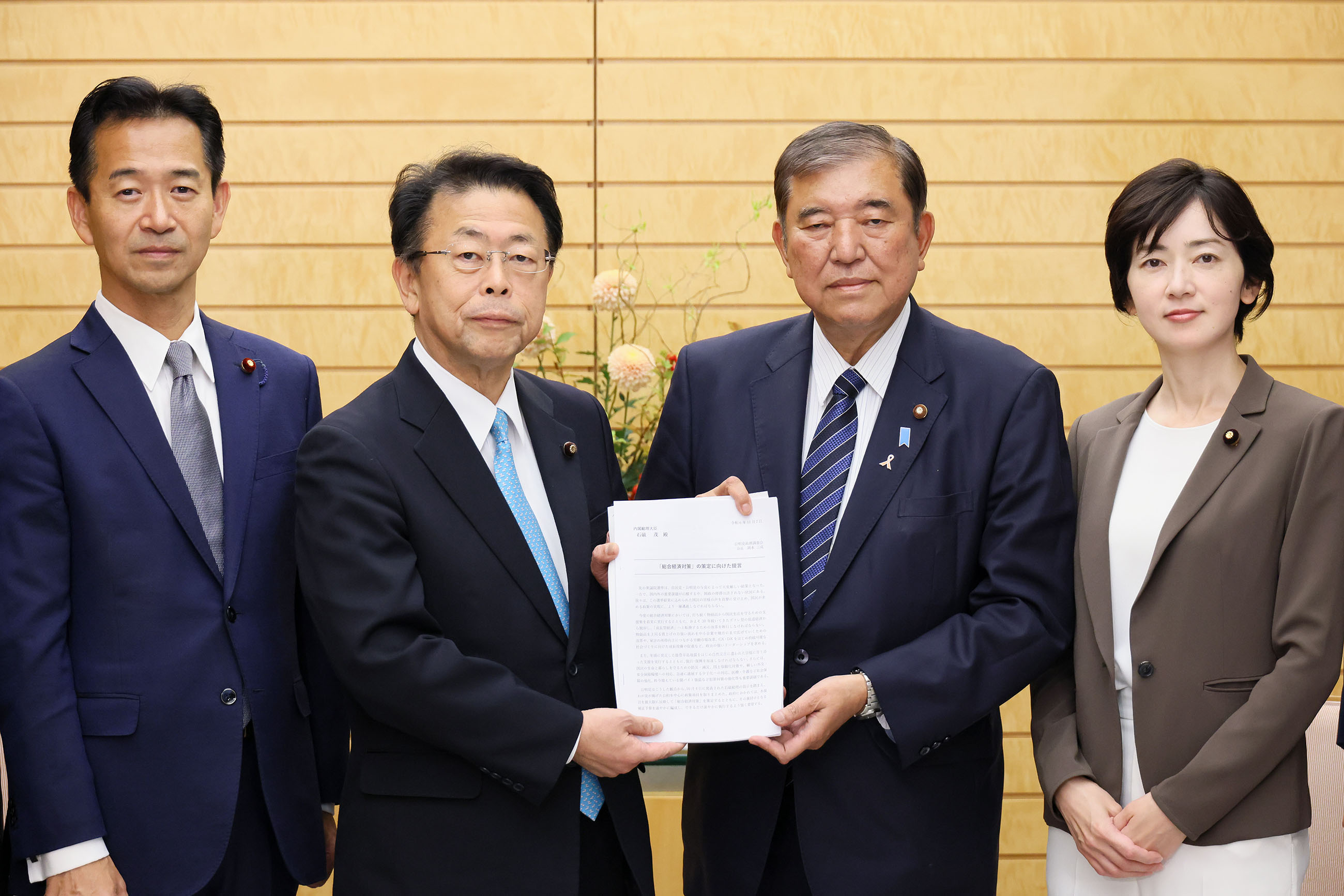
Sasaki, à droite, aux côtés du Premier Ministre Shigeru Ishiba, lors d'une réunion en 2024.

Sasaki commence sa carrière politique en 2013, en rejoignant le parti Kōmeitō. La même année, elle est annoncée comme candidate aux élections à la Chambre des conseillers du Japon de 2013 sous leur investiture dans la circonscription électorale de Kanagawa. Elle succède ainsi à Akira Matsu, ancienne conseillère du Kōmeitō de cette circonscription, partie à la retraite. Elle est élue à l'issue de cette élection, et fait ainsi son entrée à la Diète du Japon.
Candidate à sa succession lors des élections à la Chambre des conseillers du Japon de 2019, elle est réélue, et fait son entrée au gouvernement Abe IV la même année, au poste de secrétaire parlementaire chargée de l'éducation, de la culture, des sports, de la science et de la technologie. 
Au sein de la Chambre des conseillers, elle est membre de plusieurs commissions, dont celle des affaires judiciaires, qu'elle préside en 2024.
En 2025, elle annonce être encore une fois candidate à sa succession, en vue des élections à la Chambre des conseillers du Japon de 2025. Elle n'est pas réélue suite à ce scrutin, battue de justesse par le représentant du Sanseitō,.

## Prises de positions
À la Chambre des conseillers du Japon, Sasaki fait de la lutte contre le revenge porn l'un de ses combats principaux.
Sasaki estime également que l'énergie nucléaire est nécessaire à la contribution énergétique japonaise. Elle souhaite également une révision de la constitution antimilitariste du Japon. Elle fait également la promotion des Abenomics, séries de mesures économiques mises en place par le premier ministre Shinzō Abe.
Elle se déclare également opposée à la visite par les membres du gouvernement du sanctuaire Yasukuni, sanctuaire shinto, considéré par certains comme l'un des symboles nationalistes du Japon, mais également de son passé colonialiste. Sur des questions sociétales, elle se déclare favorable à la mise en place d'un système de quotas en politique afin de favoriser l'accession des femmes à des postes plus importants. Elle est également favorable aux tentatives de changer la loi japonaise qui impose aux conjoints de porter le même nom.
Sasaki se déclare également favorable à une réglementation plus stricte des discours de haine au sein de la société japonaise. Elle estime également qu'il ne faut pas revenir sur la déclaration Murayama, exprimant des excuses officielles du Japon pour les souffrances qu'il a infligées lors du XXe siècle.

## Vie privée
Mariée, elle donne naissance à son premier enfant en 2020, alors qu'elle est au gouvernement, une première au Japon,.